# Gustav Mie
Gustav Adolf Feodor Wilhelm Ludwig Mie (Rostock, 29 de setembro de 1869 — Freiburg im Breisgau, 13 de fevereiro de 1957) foi um físico alemão.

## Biografia
Mie nasceu em Rostock, em 29 de setembro de 1869. Desde 1886, ele estudou matemática e física na Universidade de Rostock. Além de suas matérias principais, ele também participou de palestras em química, zoologia, geologia, mineralogia, astronomia, bem como lógica e metafísica. Em 1889 continuou seus estudos na Universidade de Heidelberg, obtendo um doutorado em matemática com 22 anos de idade.

## Publicações selecionadas
- Moleküle, Atome, Weltäther. Teubner-Verlag, 1904
- Lehrbuch der Elektrizität und des Magnetismus. F. Enke, 1910; Enke-Verlag, 1943; Enke-Verlag, 1948
- Die geistige Struktur der Physik. Gütersloh, 1934
- Die göttliche Ordnung in der Natur. Furche-Verlag, 1946
- Die Grundlagen der Mechanik. Enke-Verlag, 1950
- Beiträge zur Optik trüber Medien, speziell kolloidaler Metallösungen. Annalen der Physik, Vierte Folge, Band 25, 1908, No. 3, pp. 377–445. Link: https://web.archive.org/web/20030129045835/http://diogenes.iwt.uni-bremen.de/vt/laser/papers/Mie-Beitrag-zur-Optik-AnnalenPhysik1908.PDF